# Aspergillus silvaticus
Aspergillus silvaticus är en svampart som beskrevs av Fennell & Raper 1955. Aspergillus silvaticus ingår i släktet Aspergillus och familjen Trichocomaceae.   Inga underarter finns listade i Catalogue of Life.